# Танну-Ула

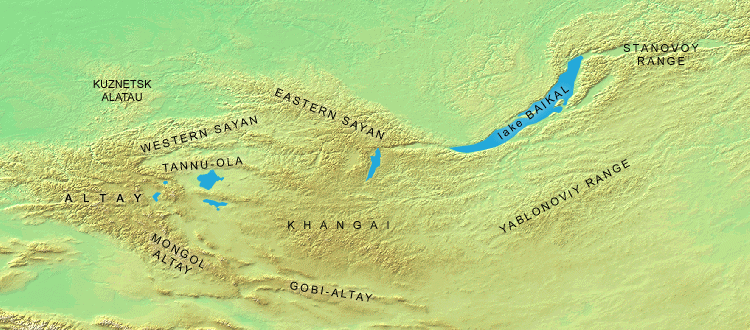

Танну-Ула (тув. Таңды-Уула, МФА: [tʰaŋˈtɯ ˈuːla]; монг. Тагнын нуруу, tʰaɢˈniŋ nʊˈrʊː, рос. Танну-Ола, tɐnˈnu ɐˈla) — гірський масив на півдні Сибіру, в Туві Росія. Має простягненість зі сходу на захід уздовж монгольського кордону. Довжина близько 300 км.

## Географія
Вододіл річок басейну верхнього Єнісею і безстічного басейну озера Убсу-Нур. На східному краю є водозбір Селенги. Складається з Західного Танну-Ула і Східного Танну-Ула. Переважає средньогорний рельєф заввишки до 2500—2700 м (найвища точка — 3061 м).
Складено пісковиками, сланцями, конгломератами (Західний Танну-Ула), ефузивно-осадовими породами і гранітами (Східний Танну-Ула). На північних схилах (до висоти 2000—2200 м) — кедрово-модринова тайга, на південних — степова рослинність; на пологохвилястій верхової поверхні — кам'яній розсипи і високогірна тундра.